# ひびきの
ひびきのは福岡県北九州市若松区の町名。郵便番号808-0135。

## 地理
若松区西部、折尾駅より北に2.7kmに位置する。北九州学術研究都市の中心地区である。北でひびきの北、東で塩屋、南でひびきの南、西で小敷ひびきのと隣接する。丘陵地に開発された北九州市立大学及び早稲田大学情報生産システム研究センターを中心とした文教地区である。また、毎年11月に北九州学術研究都市「ひびきの祭」が大学祭などと同時に開催されている。

## 歴史
学術研究都市整備に伴う住居表示実施により誕生した新しい町丁である。旧町名は大字塩屋の一部。従前は丘陵地および農地が主体の地域であった。1996年2月より整備開始、2000年2月に住居表示実施、2001年4月に北九州市立大学国際環境工学部（ひびきのキャンパス）、九州工業大学大学院が開設されたのを皮切りに、大学院や企業の研究施設が続々と進出している。2006年6月、隣接地区の住居表示が行われ、「ひびきの北」、「ひびきの南」、「小敷ひびきの」と同様にひびきのを名称に含む町名が増加した。

### 地名の由来
若松区が面する響灘の「ひびき」に由来する。

## 交通
- 北九州市営バス 学研都市ひびきのバス停、ひびきの南バス停
- 西鉄バス北九州 学研都市ひびきのバス停

## 施設
大学・研究機関
- 九州工業大学大学院生命体工学研究科
- 北九州市立大学国際環境工学部、国際環境工学研究科
- 早稲田大学大学院情報生産システム研究科（IPS）
- 福岡大学大学院工学研究科資源循環・環境工学専攻
- 産学連携センター
- 技術開発交流センター
- 共同研究開発センター
- 情報技術高度化センター
- 会議場
- 北九州市立大学留学生会館
- 学術情報センター（図書館）　-　学研都市の大学や研究機関向けの「専門図書室」と、一般市民も利用できる「一般図書室」がある。

その他
- AIR STATION HIBIKI（コミュニティFM、88.2MHz）